# Разегі
Разегі (перс. رازقان, також відоме як Rāzeqān і Rāzqān) — місто і столиця округу Харкан в окрузі Зарандіє провінції Марказі в Ірані. За даними перепису 2006 року, його населення становило 426 осіб у складі 138 сімей.